# Авіакатастрофа Shaanxi Y-8 над М'янмою 2017
Авіаційна катастрофа транспортного літака Shaanxi Y-8 Збройних сил М'янми, що сталася 7 червня 2017 року під час польоту з М'єй на півдні країни в Янгон.
У транспортному літаку Y-8, який впав в океан, перебувало 122 людини, включаючи 15 дітей.
Згідно з уточненими даними, на борту перебували 108 осіб з числа членів сімей військовослужбовців. Екіпаж літака складався з 14 осіб.

## Літак
Транспортний літак Shaanxi Y-8F-200 Збройних сил М'янми, серійний номер 5820. Був отриманий в березні 2016 року і налітав на момент його зникнення 806 годин.

## Зникнення
Літак здійснював рейс з аеропорту Маєк в Міжнародний аеропорт Янгона. На його борту перебувало 14 членів екіпажу та 106 пасажирів, головним чином цивільні особи, члени сімей військовослужбовців. Також літак перевозив 2,4 т. вантажів.
Літак вилетів з Маєк у Янгон о 13:06 за місцевим часом (6:36 за Всесвітнім координованим часом UTC). В 13:35, зв'язок з літаком було втрачено, коли він знаходився за 20 км на захід від Тавоя (13°48′ пн. ш. 98°02′ сх. д. / 13.800° пн. ш. 98.033° сх. д.)..

## Пошук
Пошук і рятувальна операція розпочалась в Андаманскому морі.
Експерти зазначають, що погода не вважається причиною зникнення літака.
Шість суден М'янми та три одиниці військових літаків і вертольотів ведуть пошук зниклого літака. Згодом, уламки літака були знайдені за 218 кілометрів від міста Тавой військовим судном.
Станом на 8 червня повідомляється про 29 знайдених тіл.